# ANAG Billard Cup 2012
Der ANAG Billard Cup 2012 war ein Karambolageturnier in der Disziplin Triathlon und fand vom 5. bis 7. Oktober 2012 in Olmütz, Tschechien statt. Es war die zweite Ausgabe des 2011 gegründeten Turniers.

## Modus
Es waren 12 Spieler zu dem Turnier eingeladen. Gespielt wurde in den Disziplinen:
- Cadre 71/2: 100 Punkte bzw. 10 Aufnahmen
- Einband: 50 Punkte bzw. 15 Aufnahmen
- Dreiband: 15 Punkte bzw. 25 Aufnahmen

Während des gesamten Turniers wurde mit Nachstoß gespielt. Bei Unentschieden erhielten beide Spieler je einen Punkt, für gewonnene Spiele gab es zwei Punkte.
Die Spieler wurden in vier Gruppen (A–D) zu je drei Spielern gelost. Die beiden Gruppenersten kamen ins Viertelfinale. In der Gruppenphase wurde im Round-Robin-Modus gespielt, ab dem Viertelfinale im einfachen K.-o.-System.

## Turnierstatistik

### Gruppenphase

#### Gruppe A
| Platz | Nation           | Sp. | G-U-V | MP | PP | SV  |
| ----- | ---------------- | --- | ----- | -- | -- | --- |
| 1     | Eddy Leppens     | 2   | 2-0-0 |    |    | 5:1 |
| 2     | Dave Christiani  | 2   | 1-0-1 |    |    | 5:1 |
| 3     | Wolfgang Zenkner | 2   | 0-0-2 |    |    | 5:1 |

| Datum | Nation 1         | MP/PP/SV | Nation 2        |
| ----- | ---------------- | -------- | --------------- |
|       | Wolfgang Zenkner | 2:4      | Dave Christiani |
|       | Wolfgang Zenkner | 0:6      | Eddy Leppens    |
|       | Eddy Leppens     | 5:1      | Dave Christiani |

#### Gruppe B
| Platz | Nation          | Sp. | G-U-V | MP | PP | SV  |
| ----- | --------------- | --- | ----- | -- | -- | --- |
| 1     | Patrick Niessen | 2   | 2-0-0 |    |    | 6:0 |
| 2     | Martin Bohac    | 2   | 1-0-1 |    |    | 6:0 |
| 3     | Markus Melerski | 2   | 0-0-2 |    |    | 6:0 |

| Datum | Nation 1        | MP/PP/SV | Nation 2        |
| ----- | --------------- | -------- | --------------- |
|       | Patrick Niessen | 6:0      | Markus Melerski |
|       | Martin Bohac    | 4:2      | Markus Melerski |
|       | Patrick Niessen | 6:0      | Martin Bohac    |

#### Gruppe C
| Platz | Nation           | Sp. | G-U-V | MP | PP | SV  |
| ----- | ---------------- | --- | ----- | -- | -- | --- |
| 1     | Xavier Gretillat | 2   | 2-0-0 |    |    | 4:2 |
| 2     | Arnim Kahofer    | 2   | 2-0-2 |    |    | 4:2 |
| 3     | Pierre Soumagne  | 2   | 0-0-2 |    |    | 4:2 |

| Datum | Nation 1         | MP/PP/SV | Nation 2         |
| ----- | ---------------- | -------- | ---------------- |
|       | Xavier Gretillat | 4:2      | Pierre Soumagne  |
|       | Pierre Soumagne  | 2:4      | Arnim Kahofer    |
|       | Arnim Kahofer    | 2:4      | Xavier Gretillat |

#### Gruppe D
| Platz | Nation      | Sp. | G-U-V | MP | PP | SV  |
| ----- | ----------- | --- | ----- | -- | -- | --- |
| 1     | Raul Cuenca | 2   | 2-0-0 |    |    | 4:2 |
| 2     | Esteve Mata | 2   | 2-0-2 |    |    | 4:2 |
| 3     | Marek Faus  | 2   | 0-0-2 |    |    | 4:2 |

| Datum | Nation 1    | MP/PP/SV | Nation 2    |
| ----- | ----------- | -------- | ----------- |
|       | Raul Cuenca | 4:2      | Marek Faus  |
|       | Esteve Mata | 4:2      | Marek Faus  |
|       | Raul Cuenca | 4:2      | Esteve Mata |

### Finalrunde
| Abk. | Erklärung                             |
| ---- | ------------------------------------- |
| MP   | Matchpunkte                           |
| CD   | Cadre 71/2                            |
| 1B   | Einband                               |
| 3B   | Dreiband                              |
| VGD  | Verhältnismäßiger Generaldurchschnitt |

|  | Viertelfinale    | Viertelfinale | Viertelfinale | Viertelfinale | Viertelfinale | Viertelfinale |              |                 | Halbfinale | Halbfinale | Halbfinale | Halbfinale | Halbfinale | Halbfinale |    |    | Finale | Finale | Finale | Finale | Finale | Finale |
|  |                  |               |               |               |               |               |              |                 |            |            |            |            |            |            |    |    |        |        |        |        |        |        |
|  |                  | MP            | CD            | 1B            | 3B            | VGD           |              |                 |            |            |            |            |            |            |    |    |        |        |        |        |        |        |
|  |                  | MP            | CD            | 1B            | 3B            | VGD           |              |                 |            |            |            |            |            |            |    |    |        |        |        |        |        |        |
|  | Eddy Leppens     | 2             | 100           | 50            | 13            | 17,54         |              |                 |            |            |            |            |            |            |    |    |        |        |        |        |        |        |
|  | Eddy Leppens     | 2             | 100           | 50            | 13            | 17,54         |              | MP              | CD         | 1B         | 3B         | VGD        |            |            |    |    |        |        |        |        |        |        |
|  | Arnim Kahofer    | 0             | 96            | 27            | 15            | 13,84         |              | MP              | CD         | 1B         | 3B         | VGD        |            |            |    |    |        |        |        |        |        |        |
|  | Arnim Kahofer    | 0             | 96            | 27            | 15            | 13,84         | Eddy Leppens | 2               | 100        | 50         | 15         | 51,38      |            |            |    |    |        |        |        |        |        |        |
|  |                  | MP            | CD            | 1B            | 3B            | VGD           | Eddy Leppens | 2               | 100        | 50         | 15         | 51,38      |            |            |    |    |        |        |        |        |        |        |
|  |                  | MP            | CD            | 1B            | 3B            | VGD           |              | Patrick Niessen | 0          | 30         | 28         | 15         | 21,94      |            |    |    |        |        |        |        |        |        |
|  | Patrick Niessen  | 1             | 100           | 50            | 9             | 36,75         |              | Patrick Niessen | 0          | 30         | 28         | 15         | 21,94      |            |    |    |        |        |        |        |        |        |
|  | Patrick Niessen  | 1             | 100           | 50            | 9             | 36,75         |              |                 |            |            |            |            |            | MP         | CD | 1B | 3B     | VGD    |        |        |        |        |
|  | Esteve Mata      | 1             | 100           | 15            | 15            | 18,84         |              |                 |            |            |            |            |            | MP         | CD | 1B | 3B     | VGD    |        |        |        |        |
|  | Esteve Mata      | 1             | 100           | 15            | 15            | 18,84         | Eddy Leppens | 2               | 24         | 50         | 15         | 29,75      |            |            |    |    |        |        |        |        |        |        |
|  |                  | MP            | CD            | 1B            | 3B            | VGD           | Eddy Leppens | 2               | 24         | 50         | 15         | 29,75      |            |            |    |    |        |        |        |        |        |        |
|  |                  | MP            | CD            | 1B            | 3B            | VGD           |              | Raul Cuenca     | 0          | 100        | 27         | 8          | 25,69      |            |    |    |        |        |        |        |        |        |
|  | Martin Bohac     | 0             | 56            | 29            | 15            | 10,78         |              | Raul Cuenca     | 0          | 100        | 27         | 8          | 25,69      |            |    |    |        |        |        |        |        |        |
|  | Martin Bohac     | 0             | 56            | 29            | 15            | 10,78         |              | MP              | CD         | 1B         | 3B         | VGD        |            |            |    |    |        |        |        |        |        |        |
|  | Raul Cuenca      | 2             | 100           | 50            | 6             | 14,41         |              | MP              | CD         | 1B         | 3B         | VGD        |            |            |    |    |        |        |        |        |        |        |
|  | Raul Cuenca      | 2             | 100           | 50            | 6             | 14,41         | Raul Cuenca  | 2               | 76         | 50         | 15         | 22,52      |            |            |    |    |        |        |        |        |        |        |
|  |                  | MP            | CD            | 1B            | 3B            | VGD           | Raul Cuenca  | 2               | 76         | 50         | 15         | 22,52      |            |            |    |    |        |        |        |        |        |        |
|  |                  | MP            | CD            | 1B            | 3B            | VGD           |              | Dave Christiani | 0          | 100        | 36         | 14         | 20,00      |            |    |    |        |        |        |        |        |        |
|  | Dave Christiani  | 2             | 100           | 50            | 15            | 34,72         |              | Dave Christiani | 0          | 100        | 36         | 14         | 20,00      |            |    |    |        |        |        |        |        |        |
|  | Dave Christiani  | 2             | 100           | 50            | 15            | 34,72         |              |                 |            |            |            |            |            |            |    |    |        |        |        |        |        |        |
|  | Xavier Gretillat | 0             | 11            | 34            | 6             | 12,94         |              |                 |            |            |            |            |            |            |    |    |        |        |        |        |        |        |
|  | Xavier Gretillat | 0             | 11            | 34            | 6             | 12,94         |              |                 |            |            |            |            |            |            |    |    |        |        |        |        |        |        |

## Abschlusstabelle
| Endklassement   | Endklassement | Endklassement    | Endklassement | Endklassement | Endklassement | Endklassement | Endklassement | Endklassement                       | Endklassement                       | Endklassement                       |
|                 |               |                  |               |               |               |               |               | Durchschnitte der Einzeldisziplinen | Durchschnitte der Einzeldisziplinen | Durchschnitte der Einzeldisziplinen |
| Phase           | Platz         | Name             | MP            | PP            | VGD           | BVED          | 71/2          | EB                                  | 3B                                  |                                     |
| --------------- | ------------- | ---------------- | ------------- | ------------- | ------------- | ------------- | ------------- | ----------------------------------- | ----------------------------------- | ----------------------------------- |
| Finale          | 1             | Eddy Leppens     | 10            | 12            | 23,65         | 51,38         | 21,20         | 7,14                                | 1,404                               |                                     |
| Finale          | 2             | Raúl Cuenca      | 8             | 9             | 16,26         | 22,52         | 18,12         | 4,36                                | 0,885                               |                                     |
| Halb- finale    | 3             | Patrick Niessen  | 5             | 8             | 23,24         | 43,08         | 25,38         | 7,41                                | 0,726                               |                                     |
| Halb- finale    | 3             | Dave Christiani  | 4             | 7             | 21,82         | 34,72         | 26,66         | 6,44                                | 0,660                               |                                     |
| Viertel- finale | 5             | Xavier Gretillat | 4             | 4             | 18,83         | 28,96         | 14,84         | 7,05                                | 0,638                               |                                     |
| Viertel- finale | 6             | Esteve Mata      | 3             | 5             | 15,09         | 28,81         | 17,83         | 3,92                                | 0,782                               |                                     |
| Viertel- finale | 7             | Arnim Kahofer    | 2             | 4             | 14,09         | 18,29         | 19,73         | 2,55                                | 0,976                               |                                     |
| Viertel- finale | 8             | Martin Bohac     | 2             | 4             | 11,91         | 13,27         | 11,15         | 3,00                                | 0,957                               |                                     |
| Gruppen- phase  | 9             | Pierre Soumagne  | 0             | 2             | 19,94         | ---           | 15,55         | 7,23                                | 0,813                               |                                     |
| Gruppen- phase  | 10            | Marek Faus       | 0             | 2             | 12,22         | ---           | 14,62         | 3,34                                | 0,531                               |                                     |
| Gruppen- phase  | 11            | Wolfgang Zenkner | 0             | 1             | 14,73         | ---           | 9,36          | 5,16                                | 0,900                               |                                     |
| Gruppen- phase  | 12            | Markus Melerski  | 0             | 1             | 10,16         | ---           | 11,66         | 2,79                                | 0,488                               |                                     |

| Legende | Legende                                       |
| --- | --------------------------------------------- |
| Abk. | Bedeutung                                     |
| Pkt. | erzielte Punkte                               |
| Aufn. | benötigte Aufnahmen                           |
| ED | Einzeldurchschnitt                            |
| GD | Generaldurchschnitt                           |
| VGD | Verhältnismässiger Generaldurchschnitt        |
| BMD | Bester Mannschaftsdurchschnitt                |
| BED | Bester Einzeldurchschnitt                     |
| BSD | Bester Satzdurchschnitt                       |
| BEVD | Bester Einzel Verhältnismässiger Durchschnitt |
| HS | Höchstserie                                   |
| MP | Match Points                                  |
| PP | Partie Punkte                                 |
| G-U-V | Gewonnen-Unentschieden-Verloren               |
| SV | Satzverhältnis                                |
| WRP | Weltranglistenpunkte                          |
| | 1. Platz (Gold)                               |
| | 2. Platz (Silber)                             |
| | 3. Platz (Bronze)                             |
| | Bester GD des Turniers/Runde                  |
| | Bester VGD des Turniers/Runde                 |
| | Bester ED des Turniers/Runde                  |
| | Bester BVGD des Turniers/Runde                |
| | Beste HS des Turniers/Runde                   |
| (Evtl. finden nicht alle Begriffe Anwendung oder einige sind nicht aufgeführt. Diese können in der Liste der Karambolage-Begriffe nachgesehen werden.) |                                               |